# ویکتوریا نیوتن
ویکتوریا نیوتن (انگلیسی: Victoria Newton؛ زادهٔ ۹ مارس ۱۹۷۲) روزنامه‌نگار اهل بریتانیا است. سردبیر د سان می‌باشد. او قبلاً ستون‌نویسی نمایش تجاری عجیب و غریب را اداره می‌کرد و سپس معاون سردبیر روزنامه سان شد و در فوریه ۲۰۲۰ سردبیر ارشد شد.

## دوران جوانی
او در ناتینگهام‌شر در مدرسه راشکلیف، یک مدرسه جامع در وست بریجفورد، ناتینگهام‌شر، که پدرش معاون مدیر مدرسه بود، تحصیل کرد. او بعداً به کالج نیونهام، کمبریج رفت.

## زندگی حرفه‌ای
در سال ۱۹۹۳ نیوتن پس از فارغ‌التحصیل شدن از دانشگاه در دیلی اکسپرس در خیابان فلیت به عنوان کارآموز مشغول به کار شد، و سپس به سامانه پی‌پل منتقل شد. در سال ۱۹۹۸، او دستیار دومینیک موهان در صفحات «عجیب و غریب» روزنامه سان شد، او بعداً در سال ۱۹۹۹ خبرنگار روزنامه لس آنجلس تایمز شد. نیوتن در سال ۲۰۰۲ به بریتانیا بازگشت تا سردبیر دیلی میل شود، او در سال ۲۰۰۳ به سان بازگشت و به جای موهان سردبیر مجله «بیزار» شد. نیوتن در سپتامبر ۲۰۰۵ موضع سردبیری خود را به عنوان «شغل رؤیایی» اش توصیف کرد.
بزرگ‌ترین رقبای مجله «بیزار»، «دختران ساعت ۳ صبح» ایوا سیمپسون و کارولین هدلی از دیلی میرور بودند که به یک ستون تبدیل شد، ستون وی را مملو از «انحصاری‌های مناسب نمایش تجاری» نامگذاری کردند.
در نوامبر ۲۰۰۷، اعلام شد که نیوتن بیزار را ترک خواهد کرد و به عنوان رئیس بخش ویژگی‌ها و سرگرمی ارتقا خواهد یافت. دستیارش گوردون اسمارت جایگزین او شد. نیوتن تا زمان انتصابش در اکتبر ۲۰۰۹ به عنوان معاون سردبیر اخبار جهان در این سمت باقی ماند، سمتی که او تا زمان بسته شدن روزنامه نیوتن بیزار در سال ۲۰۱۱ حفظ نمود. در سپتامبر ۲۰۱۳، او در ساندی به عنوان سردبیر سان منصوب شد.
نیوتن در فوریه ۲۰۲۰ در زمانی که سلف او تونی گالاگر معاون سردبیر تایمز شد به عنوان سردبیر سان منصوب گردید، د سان (روزنامه) در ساندی همچنان توسط نیوتن و کیت پول، اداره می‌شود، و هنوز مشخص نیست که ویراستاردیگری منصوب خواهد شد یا نه.

## جوایز
جوایز مطبوعات بریتانیا ۲۰۰۶، نویسنده سال در کسب و کار نمایشی.